# História da termodinâmica

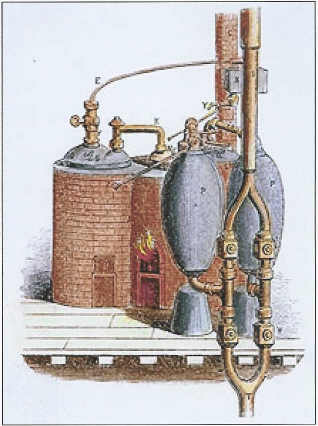
O "Motor de Savery" de 1698 – a primeira máquina a vapor com utilidade comercial foi construída por Thomas Savery

A história da termodinâmica é um ramo fundamental da história da física, da história da química e da história da ciência em geral e teve início no começo do século XIX. Devido à relevância da termodinâmica na ciência e na tecnologia, sua história está intimamente ligada ao desenvolvimento da mecânica clássica, da mecânica quântica, do magnetismo e da cinética química e nas ciências aplicadas como a meteorologia, a teoria da informação, a fisiologia, e no desenvolvimento de várias tecnologias tais como o motor a vapor, o motor a combustão, a criogenia e a geração de eletricidade. O desenvolvimento da termodinâmica contribuiu para a teoria atômica e dela recebeu contribuições significativas. Também levou a novos conhecimentos na probabilidade e na estatística.
A termodinâmica surgiu em 1650, Otto Von Guericke foi seu criador. Ele foi o responsável pela criação da primeira bomba de vácuo do mundo. Anos depois Robert Boyle tomou conhecimento dos experimentos de Otto, e juntamente com Robert Hooke, construiu uma bomba de ar. Com essa bomba, Boyle e Hooke perceberam a relação entre pressão, volume e temperatura, com essa descoberta Boyle formulou uma lei que estabelece que a pressão e o volume são inversamente proporcionais. Essa lei ficou conhecida como Lei de Boyle.

## Contribuições de tempos antigos

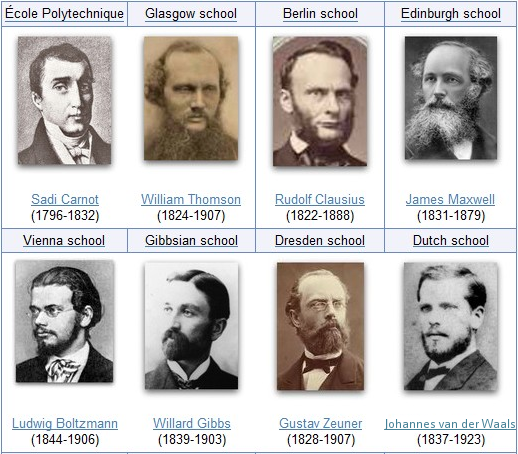
Pessoas importantes na história da termodinâmica.

Por volta do ano 3000 a.C. os egípcios relacionavam o calor com o fogo. Hoje sabe-se que a termodinâmica é o ramo da física que estuda as relações de troca entre o calor e o trabalho realizado na transformação de um sistema físico. Ou seja, ela estuda como a variação da pressão, da temperatura e do volume interfere nos sistemas físicos. O estudo da termodinâmica surgiu da necessidade aumentar a eficiência das máquinas térmicas. O conhecimento dessas relações permitiu que Thomas Savery criasse a primeira máquina a vapor.

As primeiras máquinas a vapor surgiram na Inglaterra durante o século XVIII. Elas eram usadas para retirar água acumulada nas minas de ferro e carvão e para fabricar tecidos. Com essas máquinas, a produção de mercadorias e os lucros dos burgueses donos de fábricas aumentaram muito. As fábricas se espalharam rapidamente pela Inglaterra e provocaram mudanças tão profundas que aquele período ficou conhecido como Revolução Industrial. Como essas máquinas substituíram a força dos cavalos, convencionou-se em medir a potência desses motores em cavalo-vapor.[carece de fontes?]

## Marco inicial da termodinâmica
Em sua origem, a termodinâmica dedicava-se ao estudo de motores. Um protótipo foi projetado pelo cientista alemão Otto von Guericke que, em 1650, projetou e construiu o primeiro do mundo,[carece de fontes?] além de criar a primeira bomba de vácuo.
Pouco tempo depois, o físico e químico irlandês Robert Boyle, que tinha visto os projetos de Guericke, e em 1656, em conjunto com o cientista inglês Robert Hooke, construiu uma bomba de ar. Usando esta bomba, Boyle e Hooke perceberam a correlação pressão-volume: PV = constante. Nesse tempo, o ar era considerado como sendo um sistema de partículas sem movimento, e não interpretado como um sistema de moléculas em movimento. O conceito de movimento térmico veio dois séculos mais tarde. Portanto a publicação de Boyle em 1660 fala de um conceito mecânico: a mola de ar. Mais tarde, após a invenção do termômetro, a temperatura pode ser quantificada. Esta ferramenta deu a Gay-Lussac a oportunidade de obter o seu direito, o que levou pouco mais tarde para a lei do gás ideal. Mas, já antes do estabelecimento da lei do gás ideal, um associado de Boyle chamado Denis Papin construiu em 1679 um digestor ósseo, que é um recipiente fechado com uma tampa hermética que limita vapor até uma alta pressão é gerada.
Projetos posteriores implementaram uma válvula de liberação de vapor para evitar que a máquina explodisse. Ao observar a válvula mover-se ritmicamente para cima e para baixo, Papin concebeu a ideia de um motor a pistão e cilindro. Ele, contudo, não deu prosseguimento a esse projeto. No entanto, em 1697, com base em projetos de Papin, o engenheiro Thomas Savery construiu o primeiro motor, embora estes motores iniciais fossem grosseiros e ineficientes, o que atraiu a atenção dos principais cientistas da época. Um desses cientistas foi Sadi Carnot, o "pai da termodinâmica", que em 1824 publicou Reflexões sobre a Força Motriz do Fogo, um discurso sobre o calor, potência e eficiência do motor. Isto marca o início da Termodinâmica como ciência moderna. Em 1816, Robert Stirling patenteou o motor que leva seu nome e que, teoricamente, seria máquina térmica mais eficiente.

## Teoria cinética
A primeira reflexão científica escrita sobre a natureza microscópica de calor é, provavelmente, a encontrada em uma obra de Mikhail Lomonosov, em que ele escreveu:
"(..) O movimento não deve ser negado com base no fato de que não é visto. Quem negaria que as folhas das árvores se movem quando sussurravam por um vento, apesar de ser não observável a partir de grandes distâncias? Assim como neste caso, o movimento permanece escondido devido à perspectiva, permanece escondido em corpos quentes, devido aos extremamente pequenas dimensões das partículas que se movem. Em ambos os casos, o ângulo de visão é tão pequena que nem o objecto nem o seu movimento pode ser visto (..)
No mesmo ano, Daniel Bernoulli publicou seu livro Hidrodinâmica (1738), no qual ele derivou uma equação para a pressão de um gás considerando as colisões de seus átomos com as paredes de um contêiner. Ele revela que esta pressão é dois terços da energia cinética média dos gases em uma unidade de volume. As idéias de Bernoulli, no entanto, tiveram pouco impacto sobre a cultura dominante calórica. Bernoulli fez uma conexão com Gottfried Leibniz, uma primeira formulação do princípio da conservação de energia, e as duas teorias tornaram-se intimamente entrelaçados ao longo da sua história. Embora Benjamin Thompson tenha sugerido que o calor era uma forma de movimento, como resultado de seus experimentos em 1798, não foi feita nenhuma tentativa de conciliar abordagens teóricas e experimentais.
John Herapath mais tarde formulou independentemente uma teoria cinética, em 1820, mas erroneamente associado com temperatura impulso ao invés de energia cinética. Seu trabalho fracassou e foi negligenciado. John James Waterston em 1843 forneceu um relato amplamente preciso, mais uma vez de forma independente, mas seu trabalho recebeu a mesma recepção, sob pena de revisão por pares, mesmo de alguém tão bem-disposto ao princípio cinético como Davy.
Os progressos na teoria cinética começou apenas em meados do século XIX, com os trabalhos de Rudolf Clausius , James Clerk Maxwell e Ludwig Boltzmann. No seu trabalho 1857 Sobre a natureza do calor movimento chamado, Clausius pela primeira vez, estabelece claramente que o calor é a energia cinética média das moléculas. Este Maxwell interessados, que em 1859 derivado da distribuição dinâmica mais tarde nomeado após ele. Boltzmann posteriormente generalizada sua distribuição para os gases em campos externos.
Boltzmann é talvez a contribuição mais significativa para a teoria cinética, como ele introduziu muitos dos conceitos fundamentais na teoria. Para além da distribuição de Maxwell-Boltzmann mencionado acima, ele também associou a energia cinética das partículas com os seus graus de liberdade. A equação de Boltzmann para a função de distribuição de gás nos estados de não-equilíbrio é ainda mais eficaz a equação para estudar fenômenos de transporte de gases e de metais. Ao introduzir o conceito de probabilidade termodinâmico como o número de micro correspondentes ao macroestado atual, mostrou que o logaritmo é proporcional a entropia.

## A transferência de calor
O fenômeno de condução de calor é facilmente apreendido na vida cotidiana. Em 1701, Sir Isaac Newton publicou sua lei de arrefecimento. No entanto, no século XVII, passou-se a acreditar que todos os materiais teriam uma condutividade térmica idêntica e que as diferenças na sensação surgia a partir de suas diferentes capacidades térmicas. Visto que isso poderia não ser verdade veio a nova ciência da eletricidade, em que alguns materiais eram bons condutores elétricos enquanto outros eram isoladores eficazes. Jan Ingenhousz em 1785-9 fez algumas das primeiras medidas, como fez Benjamin Thompson, durante o mesmo período.
O fato de que o ar quente sobe e a importância do fenômeno de meteorologia foi realizado pela primeira vez por Edmund Halley em 1686. Sir John Leslie observou que o efeito de resfriamento de um fluxo de ar aumenta com a sua velocidade, em 1804.
Em 1791, Pierre Prévost mostrou que todos os corpos irradiam calor, não importa o quão quente ou frio eles são. Em 1804, Leslie observou que uma superfície preto fosco irradia calor de forma mais eficaz do que uma superfície polida, o que sugere a importância da radiação de corpo negro. Apesar de ter se tornado suspeita ainda no trabalho de Scheele, em 1831 Macedonio Melloni demonstrou que a radiação de corpo negro pode ser refletida, refratada e polarizada, da mesma forma como a luz.
James Clerk Maxwell em 1862 percebeu que tanto a luz e calor radiante eram formas de onda electromagnética, o que levou ao início do quantitativo de análise de radiação térmica. Em 1879, Jožef Stefan observou que o total do fluxo radiante de um corpo negro é proporcional à quarta potência da sua temperatura e declarou a lei de Stefan-Boltzmann. A lei foi derivada teoricamente por Ludwig Boltzmann em 1884.